# Akenham
Akenham ist ein Dorf und Civil parish im Distrikt Mid Suffolk in Suffolk, England. Es grenzt an den nordwestlichen Rand von Ipswich. Nachbarorte von Akenham sind Whitton (Stadtteil von Ipswich) im Süden, Claydon im Westen, Henley im Norden und Westerfield im Osten. Im Jahr 2005 hatte Akenham (geschätzt) 60 Einwohner.

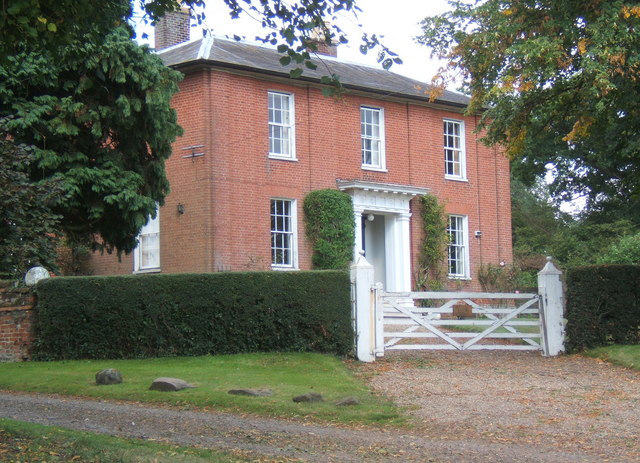
Rise Hall

 Keramik aus römischer Zeit wurde in Akenham ebenso gefunden wie Artefakte aus der Zeit der Angelsachsen, darunter eine Münze des Königs  Æthelred II. (um 875). Im Domesday Book (1086) tritt der Ort als Acheham auf.
Die aufgegebene Kirche St Mary erlitt im Zweiten Weltkrieg einen Bombentreffer und wird heute von den Friends of Friendless Churches unterhalten. Die kleine Kirche war im 19. Jahrhundert Schauplatz eines Kirchenskandals, der die nationale Presse mehr als ein Jahr beschäftigte und schließlich mit dem Burial Laws Amendment Act 1880 zu einer Gesetzesänderung führte (vgl. Weblink).
Rise Hall in der Nähe der Kirche ist ein georgianisches Gebäude, das anstelle der aus dem 13. Jahrhundert stammenden Residenz der Familie Le Rus/Le Ruse/Rous gebaut wurde.